# Tiro com arco nos Jogos Olímpicos de Verão de 2004
As competições de tiro com arco nos Jogos Olímpicos de Verão de 2004 foram disputadas no Estádio Panatenaico, em Atenas, Grécia, com rodadas de classificação em 12 de agosto e competição regular realizada de 15 a 21 de agosto. Cento e vinte e oito arqueiros de quarenta e três nações competiram nos quatro eventos de medalha de ouro – eventos individuais e por equipes para homens e mulheres – que foram disputados nesses jogos.
O estádio, muitas vezes chamado de Kallimarmaro, é notável por ser o local dos primeiros Jogos Olímpicos e, ainda antes, onde foram sediados os Jogos Panateneus da Grécia Antiga. A mando de James Easton, presidente da Federação Mundial de Tiro com Arco, foram realizados eventos de tiro com arco no estádio histórico, na esperança de que sua história e beleza natural atraíssem o público para o esporte. Laurence Godfrey, quarto colocado na prova individual masculina, comentou que o estádio inspirava orgulho, enquanto o estadunidense Vic Wunderle falou pela maioria dos arqueiros ao dizer: "É uma grande honra e um privilégio poder competir dentro do Estádio Olímpico de 1896."
A seleção coreana conquistou três das quatro medalhas de ouro disputadas. Quatro recordes olímpicos e vários outros recordes mundiais foram quebrados nestes jogos, apesar das más condições climáticas durante as rodadas preliminares da competição.

## Eventos
Quatro conjuntos de medalhas foram concedidos:
- Individual masculino
- Individual feminino
- Equipe masculino
- Equipe feminino

## Qualificação e formato

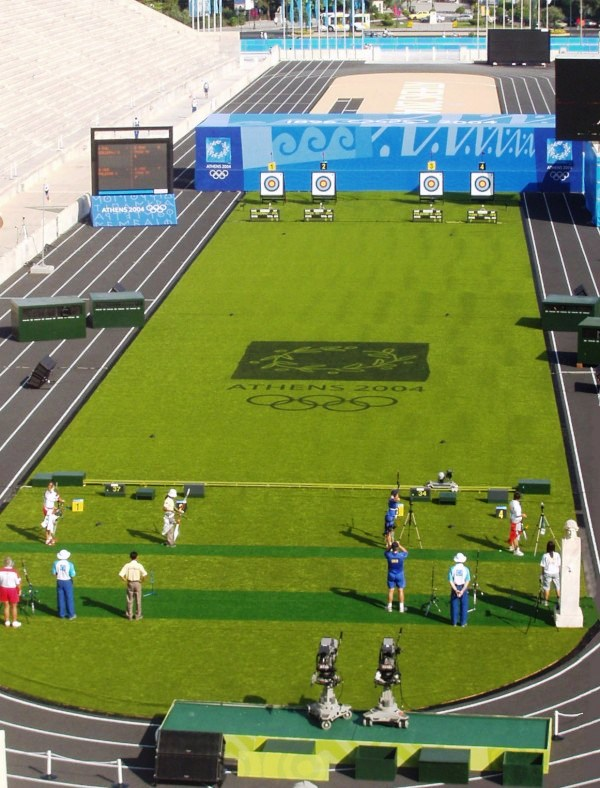
Jogos em andamento durante as oitavas de final femininas no Estádio Panathinaiko

Havia quatro maneiras para os Comitês Olímpicos Nacionais (CONs) qualificarem arqueiros individuais para as Olimpíadas de tiro com arco. Para cada gênero, a nação anfitriã (Grécia) tinha três vagas garantidas. As 8 melhores equipes da Competição Mundial de Alvos de 2003 (sem incluir a nação anfitriã) receberam três vagas cada, e os 19 arqueiros mais bem classificados após a remoção das eliminatórias da equipe também receberam vagas. Quinze das dezoito vagas restantes foram divididas igualmente entre os cinco continentes olímpicos para alocação em torneios continentais. As últimas três vagas em cada gênero foram determinadas pela Comissão Tripartite. Sessenta e quatro arqueiros de cada sexo participaram das Olimpíadas, com cada CON podendo inscrever no máximo três arqueiros.
Em todos os eventos de tiro com arco nas Olimpíadas, os arqueiros ficam a 70 metros do alvo. O alvo consiste em círculos concêntricos e tem diâmetro total de 122 cm. Os arqueiros ganham pontos com base no círculo em que sua flecha caiu, com dez pontos concedidos por acertar o círculo central e um ponto por acertar o círculo mais externo. Durante as rodadas de classificação, cada arqueiro disparou doze pontas, ou grupos, de seis flechas por ponta. A pontuação daquela rodada determinou os confrontos nas rodadas eliminatórias, com arqueiros de alto escalão enfrentando arqueiros de baixo escalão. As três primeiras rodadas de eliminação usaram seis pontas de três flechas, estreitando o campo de arqueiros de 64 para 8. As três rodadas finais (quartas de final, semifinais e disputas de medalhas) usaram cada uma quatro pontas de três flechas.
Treze equipes masculinas e quinze femininas competiram nas competições por equipes. As equipes eram compostas pelos três arqueiros do país na rodada individual, e a classificação inicial da equipe foi determinada pela soma das pontuações dos três membros na rodada de classificação individual. Cada rodada de eliminações consistiu em cada equipe atirando 27 flechas (9 de cada arqueiro).

## Participantes
Quarenta e três nações contribuíram com arqueiros para competir nos eventos. Abaixo está uma lista das nações concorrentes; entre parênteses está o número de concorrentes nacionais.
- AUS Austrália (6)
- BLR Bielorrússia (2)
- BHU Butão (2)
- BUL Bulgária (1)
- CAN Canadá (2)
- CHN China (5)
- TPE Taipé Chinês (6)
- CUB Cuba (1)
- DEN Dinamarca (1)
- EGY Egito (4)
- ESA El Salvador (1)
- FIJ Fiji (1)
- FIN Finlândia (1)
- FRA França (6)
- GEO Geórgia (2)
- GER Alemanha (4)
- GBR Grã-Bretanha (4)
- GRE Grécia (6)
- IND Índia (6)
- INA Indonésia (2)
- ITA Itália (4)
- JPN Japão (6)
- KAZ Cazaquistão (3)
- KOR Coreia do Sul (6)
- LAO Laos (1)
- LUX Luxemburgo (1)
- MAS Malásia (1)
- MRI Maurício (1)
- MEX México (3)
- MYA Mianmar (1)
- NED Países Baixos (3)
- NZL Nova Zelândia (1)
- PHI Filipinas (1)
- POL Polônia (4)
- RUS Rússia (5)
- RSA África do Sul (1)
- ESP Espanha (2)
- SWE Suécia (3)
- TJK Tajiquistão (1)
- TGA Tonga (1)
- TUR Turquia (4)
- UKR Ucrânia (6)
- USA Estados Unidos (6)

## Medalhistas
Masculino
Em individuais, Marco Galiazzo, da Itália, foi campeão olímpico. Ele ficou a frente de Hiroshi Yamamoto (Japão), que foi prata, enquanto o australiano Tim Cuddihy conquistou o bronze. Por equipes, os sul-coreanos conseguiram o ouro, enquanto o trio de Taipé Chinês e da Ucrânia ficaram com a prata e o bronze respectivamente.
| Evento              | Ouro                                                      | Prata                                                         | Bronze                                                    |
| ------------------- | --------------------------------------------------------- | ------------------------------------------------------------- | --------------------------------------------------------- |
| Individual detalhes | Marco Galiazzo ITA Itália                                 | Hiroshi Yamamoto JPN Japão                                    | Tim Cuddihy AUS Austrália                                 |
| Equipes detalhes    | Im Dong-Hyun Jang Yong-Ho Park Kyung-Mo KOR Coreia do Sul | Chen Szu-yuan Liu Ming-huang Wang Cheng-pang TPE Taipé Chinês | Dmytro Hrachov Viktor Ruban Oleksandr Serdyuk UKR Ucrânia |

Feminino
O título olímpico da competição individual feminina foi conquistado por Park Sung-hyun, da Coreia do Sul, ao ficar na frente da compatriota Lee Sung-Jin e da britânica Alison Williamson, que ficaram com a prata e o bronze. Na competição de equipes, o trio sul-coreano consagrou-se campeão olímpico, ao passo que o grupo da China e de Taipé Chinês completaram o pódio.
| Evento              | Ouro                                                     | Prata                                     | Bronze                                             |
| ------------------- | -------------------------------------------------------- | ----------------------------------------- | -------------------------------------------------- |
| Individual detalhes | Park Sung-hyun KOR Coreia do Sul                         | Lee Sung-Jin KOR Coreia do Sul            | Alison Williamson GBR Grã-Bretanha                 |
| Equipes detalhes    | Lee Sung-Jin Park Sung-hyun Yun Mi-Jin KOR Coreia do Sul | He Ying Lin Sang Zhang Juanjuan CHN China | Chen Li-ju Wu Hui-ju Yuan Shu-chi TPE Taipé Chinês |

## Quadro de medalhas
| Ordem | País              | Medalha de ouro | Medalha de prata | Medalha de bronze |    | Ordem por total |
| ----- | ----------------- | --------------- | ---------------- | ----------------- | -- | --------------- |
| 1     | KOR Coreia do Sul | 3               | 1                |                   | 4  | 1               |
| 2     | ITA Itália        | 1               |                  |                   | 1  | 3               |
| 3     | TPE Taipé Chinês  |                 | 1                | 1                 | 2  | 2               |
| 4     | CHN China         |                 | 1                |                   | 1  | 3               |
| 4     | JPN Japão         |                 | 1                |                   | 1  | 3               |
| 6     | AUS Austrália     |                 |                  | 1                 | 1  | 3               |
| 6     | GBR Grã-Bretanha  |                 |                  | 1                 | 1  | 3               |
| 6     | UKR Ucrânia       |                 |                  | 1                 | 1  | 3               |
| TOTAL | TOTAL             | 4               | 4                | 4                 | 12 | —               |